# Buddhismus in China

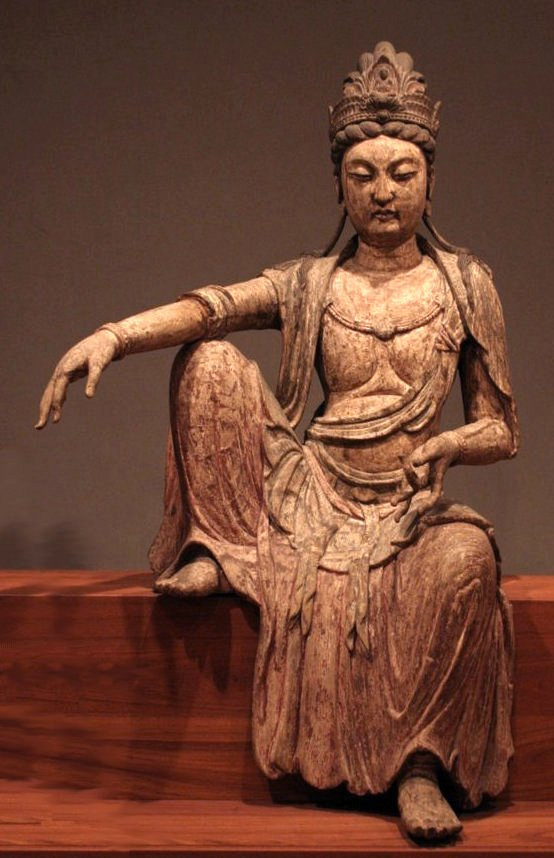
Die Göttin Guanyin, die chinesische Variante des Bodhisattva Avalokiteshvara (Song-Dynastie, um 1025)

Buddhismus in China ist seit der Zeitenwende in China belegt. Als relativ sicher gelten Berichte über eine buddhistische Präsenz während der ersten nachchristlichen Jahrzehnte. Aus dieser Zeit stammen Berichte über Buddhisten aus dem östlichen Gebiet der heutigen Provinzen Hunan, dem südlichen Shandong und dem nördlichen Jiangsu. Es soll sich um ausländische Mönche sowie Laien im Palastumfeld des Herrschers Liu Ying gehandelt haben.

## Historisches
Der Buddhismus gelangte nicht allein über den Landweg, sondern auch über den Ozean ins Reich der Mitte. Die Wasserroute führte über Kanton im südchinesischen sowie über Häfen wie Lianyungang im Ostchinesischen Meer. Anders als bei den Landwegen, zum Beispiel über die damaligen Nachbarreiche Parthien und Kushan, waren die Seewege vermutlich Nebenrouten, da sie damals keine Knotenpunkte im Ost-West-Handel bildeten. Erste Übersetzungen buddhistischer Schriften ins Chinesische im 2. Jahrhundert führten erst über längere Zeiträume zur Verbreitung des Buddhismus. Diese Übersetzungen waren zum Teil mit daoistischen Begriffen vermischt und dadurch verfälscht. Obwohl sich ausgeprägte Unterschiede identifizieren lassen, gibt es auch viele gemeinsame lehrdoktrinäre Elemente zwischen beiden Religionen. Dazu zählen der Glaube an Erleuchtung bzw. eine tiefe Einsicht in die wahre Natur der Wirklichkeit, an meditative Intuition sowie die Vorstellung eines Transzendenten und Universellen. In China gab es ab dem 3. Jahrhundert erstmals eine intellektuelle Auseinandersetzung mit buddhistischen Schriften. Diese beschränkte sich aber zunächst noch auf die Herrschaftseliten und erreichte nicht die einfache Bevölkerung. Bereits in der Östlichen Han-Dynastie (25–220) sollen während eines Zeitraums von rund 150 Jahren fast 300 buddhistische Texte ins Chinesische übersetzt worden sein. Die Übersetzungen erfolgten aus dem Sanskrit, Prakrit und Pali. Von der nachfolgenden Wei-Dynastie (220–265) bis zur Östlichen Jin-Dynastie (317–420 n. Chr.) kamen noch einmal über 700 Texte dazu. Unter ihnen sowohl solche des Mahayana-Buddhismus (wie die Prajñāparamita-Sutren) als auch Werke des Theravada. Neben der Linguistik erschwerten auch Unterschiede in den literarischen Ausdrucksformen das Verständnis. Das Chinesische bevorzugt Bilder und Metaphern, um Ideen zu vermitteln. Die starke Betonung des Bildlichen hängt sicherlich mit der Schrift zusammen. Das Konkrete hat immer Vorrang vor dem Abstrakten, das weniger fesselt und dem man nur ungern in all seine feinen Verzweigungen folgen möchte. Die Gesamtergebnisse buddhistischer Übersetzertätigkeit in China sind beeindruckend: Bis zum Jahr 1285 waren 1353 Werke von fast 200 namentlich bekannten Autoren übersetzt worden. Zum Schluss enthielt der chinesische Tripitaka insgesamt 1440 Werke in 5586 Bänden und übertrifft so vom Volumen her die christliche Bibel um das ungefähr siebzigfache.
Zahlenangaben zu den heutigen Buddhisten in China schwanken zwischen 100 und 400 Millionen. Vorherrschende Richtung ist die Schule des Reinen Landes.

## Tang-Dynastie
Erst mit Beginn der Tang-Dynastie setzte sich im 7. Jahrhundert der Buddhismus in der Breite in China durch. Die frühen Herrscher dieser Dynastie entsandten bereits ein Jahrhundert zuvor buddhistische Mönche nach Indien, um buddhistische Schriften nach China zu holen und buddhistische Texte aus Indien ins Chinesische zu übersetzen. Bekannt wurde insbesondere die Fahrt des Pilgermönchs Xuan Zang, wie sie in Wu Cheng’ens Romanwerk die „Die Reise nach Westen“ (西游记) literarisch überhöht verarbeitet wurde.

## Große buddhistische Schulen
Diese erneute Einführung buddhistischer Lehren führte zu einem Aufblühen verschiedener buddhistisch-geprägter Philosophien. Die Philosophien stehen allesamt dem Mahayana nahe, aus denen sich später die großen chinesischen Schulen des Buddhismus entwickelten.
| Name                                                    | Begründet         | Tradition                                                                                         | Japanisches Pendant            |
| ------------------------------------------------------- | ----------------- | ------------------------------------------------------------------------------------------------- | ------------------------------ |
| Chengshi zong (chinesisch 成實宗, Pinyin Chéngshí zōng) | 5. Jahrhundert    | Spätes Hīnayāna, u. a. basierend auf dem Satyasiddhi-śāstra von Harivarman, Zweig der Sanlun zong | Jōjitsu-shū                    |
| Sanlun zong (chinesisch 三論宗, Pinyin Sānlùn zōng)     | 5.–6. Jahrhundert | Mādhyamika                                                                                        | Sanron-shū                     |
| Niepan zong (chinesisch 涅槃宗, Pinyin Nièpán zōng)     | 4.–5. Jahrhundert | Basierend auf dem Mahāyāna Nirvāṇa-Sūtra                                                          | Nehan-shū                      |
| Lüzong (chinesisch 律宗, Pinyin Lǜzōng)                 | 7. Jahrhundert    | Vinaya                                                                                            | Risshū                         |
| Dilun zong (chinesisch 地論宗, Pinyin Dìlùn zōng)       | 5.–6. Jahrhundert | Vasubandhus Dasabhūmikabhāsya                                                                     |                                |
| Jingtu zong (chinesisch 淨土宗, Pinyin Jìngtǔ zōng)     | 5.–6. Jahrhundert | Amitabha-Buddhismus                                                                               | Jōdo-shū                       |
| Chanzong (chinesisch 禪宗, Pinyin Chánzōng)             | 5.–6. Jahrhundert | Chan                                                                                              | Zen-shū; keine einzelne Schule |
| Shelun zong (chinesisch 攝論宗, Pinyin Shèlùn zōng)     | 6. Jahrhundert    | Paramārthas Übersetzung von Vasubandhus Kommentar zum Mahāyāna-saṃparigraha-śāstra                |                                |
| Tiantai zong (chinesisch 天台宗, Pinyin Tiāntái zōng)   | 6. Jahrhundert    | Lotus-Sutra                                                                                       | Tendai-shū                     |
| Huayan zong (chinesisch 華嚴宗, Pinyin Huāyán zōng)     | 7. Jahrhundert    | Avatamsaka-Sutra und Kommentare dazu                                                              | Kegon-shū                      |
| Faxiang zong (chinesisch 法相宗, Pinyin Fǎxiāng zōng)   | 7. Jahrhundert    | Yogācāra                                                                                          | Hossō-shū                      |
| Mizong (chinesisch 密宗, Pinyin Mìzōng)                 | 7.–8. Jahrhundert | Vajrayāna, Tantrayāna                                                                             | Mikkyō; Shingon-shū            |

### Tiantai
Tian-tai (T'ien-t'ai;), nach ihrem Stammkloster auch Tiantai zong (天臺宗) genannt, entstand um das Jahr 550. Das Stammkloster auf dem Berg Tian-tai wurde von Hui-se (慧思; A.D. 515- A.D. 567) gegründet und diese Schule gründete ihr Lehrsystem auf dem Lotos-Sutra. Die Tiantai-Schule versuchte alle philosophischen Schulen des Buddhismus zu vereinen. Meditation und Studium der buddhistischen Lehre waren von großer Bedeutung. Die Tiantai-Schule wurde später nach Japan übertragen und hat sich dort unter dem Namen Tendai als eigenständige buddhistische Schule etabliert. Der Tiantai-Schule gelang es, einige der während der langen Jahrhunderte der Teilung in nord- und südchinesische Herrschaftsgebiete auseinandergelaufenen Entwicklungen wieder zusammenzuführen. Sie fand die Unterstützung der herrschenden Schichten und konnte sich so in ihrer Anfangszeit rasch ausbreiten. Zudem förderte die Befreiung der Klöster von kaiserlichen Frondienstpflichten ihre wirtschaftliche Stabilität und festigte damit auch die Ordensstruktur.[1] Später allerdings verloren die Tiantai-Buddhisten an Einfluss. Die letzten urkundlichen Erwähnungen datieren aus der Zeit des Übergangs von der Yuan- zur Ming-Dynastie gegen Ende des 14. Jahrhunderts. In der Folge verliert sich ihre Spur in der Schule des Reinen Landes (Jingtuzong). Während die Tiantai-Schule in China keinen Bestand hatte, breitete sie sich im mittelalterlichen Japan unter dem Namen Tendai aus, wo sie bis heute als angesehene Richtung existiert.

### Huayan
Huayan (華嚴宗), auch Hua-Yen Schule der Blumengirlande (Schule des Avatamsaka-Sutra) genannt, entstand in der Zeit zwischen den Jahren A.D. 650 und A.D. 750. Der Schwerpunkt dieser Schule lag auf dem Studium der buddhistischen Philosophie. Der Kern der philosophischen Lehre dieser Schule liegt in der Lehre der gegenseitigen Abhängigkeit und Durchdringung aller Phänomene. Die Meister des Huayan entwickelten auf dieser Basis ein hochdifferenziertes metaphysisches Lehrsystem, das alle anderen chinesischen Buddhismusschulen beeinflusste. Die Huayan-Schule hatte in China jedoch keinen Bestand und verschwand bereits während der Nördlichen Song-Dynastie um das 10. Jahrhundert als eigenständige Richtung. In den Nachbarländern wirkt sie jedoch bis in die Gegenwart, als Hwaeom jong in Korea, von wo sie anschließend nach Japan kam und dort den Namen Kegon-shū erhielt.

### Chan

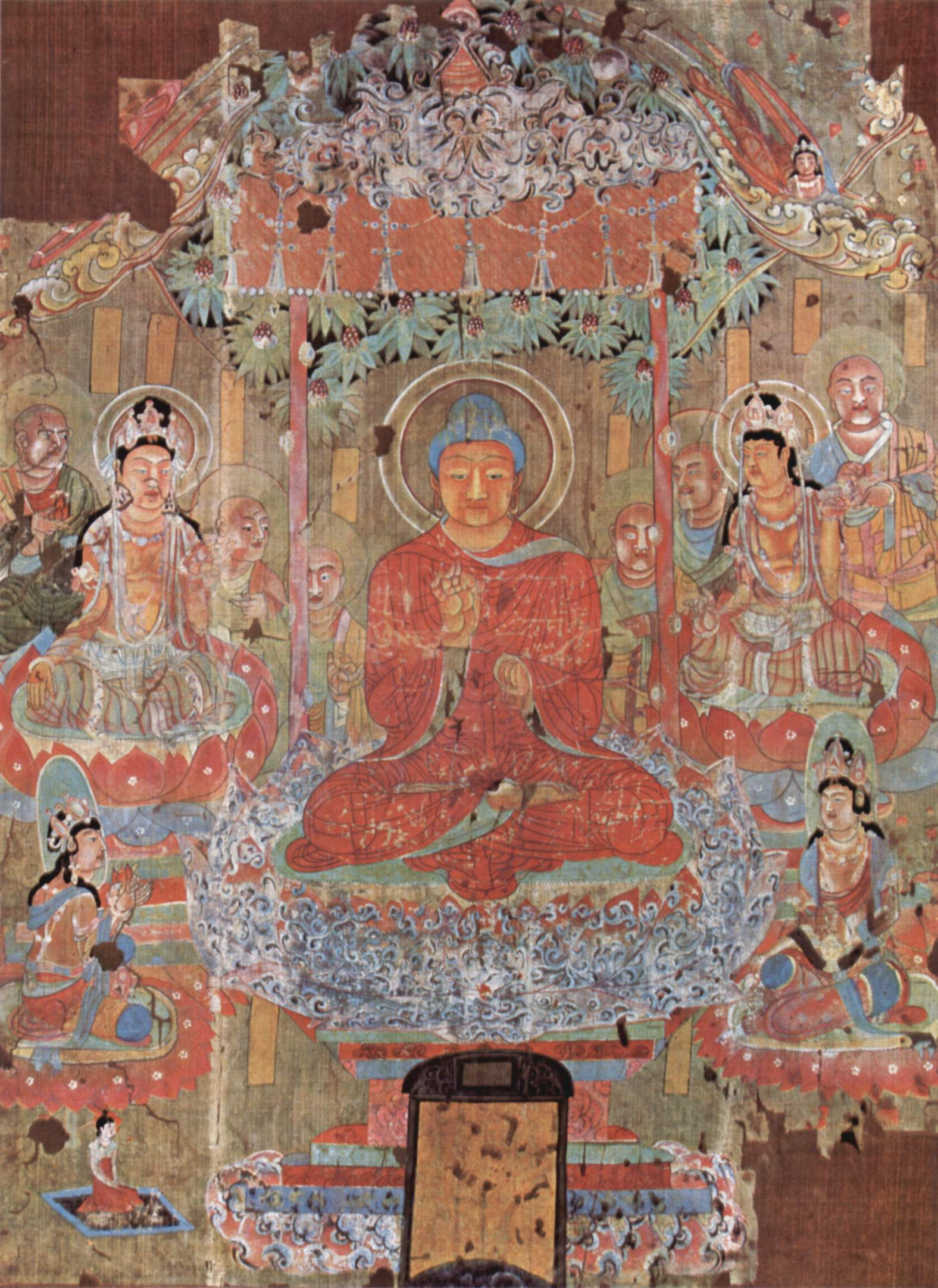
Das Paradies des Buddha Amitabha (8. Jh.)

Chan (Ch'an; 禪宗) ist die chinesische Version des Zen und dessen Ursprung. Im Unterschied zu den zuvor genannten Schulen ist die unmittelbare Erfahrung der Dinge, so wie sie sind, von Bedeutung und weniger das Studium der buddhistischen Philosophie. Daher hat Meditation in dieser Schule einen besonders hohen Stellenwert, da nur diese den Zugang zur Realisation letztendlicher Wirklichkeit ermöglichen könne.
Begründet wurde die Schule von dem indischen Mönch Bodhidharma (菩提達摩) um 523 n. Chr. in dem in der nordchinesischen Provinz Henan gelegenen Shaolin-Kloster (少林寺). Chan entwickelte weniger klösterliche Strukturen als Tientai und Huayan. Das Ideal des Wandermönches stand bei dieser Schule im Vordergrund. In Korea bildete sich aus Chan die Seon-Schule und in Vietnam die Thien-Schule. Chan-Buddhismus wurde später nach Japan übertragen und etablierte sich dort als Zen.

### Schule des Reinen Landes
Die unterschiedlichen Schulen des Reinen Landes (Jingtu zong; 淨土宗) haben ihre Grundlage im Sutra des Reinen Landes. Nach diesem Sutra ist es wichtig Buddhas und Bodhisattvas auf dem Weg zur Erleuchtung als Hilfe anzurufen, da das Zeitalter, in dem die Reine-Land-Schulen entstanden, und auch die späteren Zeitalter sich zu sehr im Niedergang befinden, um als Praktizierender aus eigener Anstrengung Erleuchtung zu erlangen. Buddhas und Bodhisattvas residieren in sogenannten Reinen Ländern, reinen Bereichen, die für die geistige Entwicklung besonders günstig sind. Durch die wiederholte Anrufung der Buddhas und Bodhisattvas, zum Beispiel des Buddha Amituofo (阿彌陀佛, āmítuó fó, Amitabha – Buddha des grenzenlosen Lichtes), legt man die Grundlage, um nach dem Tod in seinem reinen Land Sukhavati wiedergeboren zu werden. Da in dieser Schule Meditation weniger Bedeutung hat als zum Beispiel im Chan, verbreitete sich diese Schulrichtung in den breiten Schichten der arbeitenden einfachen Bevölkerung.
Die Schule des Reinen Landes etablierte sich auch in Japan und wurde dort von Honen Shonin (1133–1212) und seinem Schüler Shinran verbreitet.

### Mizong
Mit der Mizong (密宗) wurde im späten 8. Jahrhundert der indische Vajrayana-Buddhismus (eine Ergänzung des Mahayana mit esoterischen Methoden) aus Zentralasien in China eingeführt. Von China aus gelangte diese Form des Buddhismus im 9. Jahrhundert nach Japan und wurde dort als Shingon-Schule bekannt. Mizong bezeichnet die geheime Lehrtradition innerhalb des Buddhismus und enthält zahlreiche Elemente des indischen Tantrismus. Von einigen wird sie auch Mantrayana genannt (in Anspielung auf den verbreiteten Gebrauch von Mantren im Rahmen der religiösen Praxis). Die Anhänger selbst sprechen von ihrer Schule auch als dem Vajrayana, das heißt Donnerkeil-Fahrzeug, womit ganz offensichtlich Kraft und Überlegenheit suggeriert werden soll. Als Schule des Mahayana-Buddhismus gelangte diese Richtung von Zentralasien nach China und Tibet. Während sie in Tibet die Entwicklung des Dharma maßgeblich prägte, formierte sie sich in China nur als ein kleinerer Zusammenschluss, von dem jedoch maßgebliche Impulse ausgingen. Erste Aufzeichnungen über die Mizong-Schule datieren aus den Jahren 716–720 als Kaiser Xuan Zong das Land regierte. Einer ihrer geographischen Ausgangspunkte war der Daxingshan-Tempel in der heutigen Provinz Shaanxi. Es gibt allerdings auch Autoren, die meinen, diese Lehren seien bereits zur Zeit der Drei Reiche (220–280) nach China gekommen. Als Verbreiter der Mizong-Richtung gelten vor allem die drei indischen Mönche Subhakarasimha, Vajrabodhi und Amoghavajra, die während des achten Jahrhunderts nach China kamen und deren chinesische Namen als Shan Wuwei, Jin Gangzhi und Bukong Jingang überliefert sind.

## Unterdrückung und Wiederaufbau im 20. Jahrhundert
Über die weiteren Jahrhunderte befand sich der Buddhismus in China im Niedergang. Die revolutionären Umwälzungen des 20. Jahrhunderts, markiert vor allem durch die Gründung der kommunistischen Volksrepublik China 1949, drängte den Einfluss des Buddhismus weiter zurück. Trotz der Gründung der vom Staat zunächst tolerierten Chinesischen Buddhistischen Gesellschaft 1953 zielte die von Mao Zedong ausgerufene Kulturrevolution schließlich direkt auf die Zerstörung der verbliebenen Symbole und Organisationen der religiösen Traditionen Chinas. Zahlreiche Klöster wurden zerstört, öffentliche Religionsausübung überwiegend verboten, Mönche vertrieben, verhaftet oder getötet.
Beginnend in den 1980er Jahren verfolgte die KPCh eine liberalere Handhabung der religiösen Bewegungen. In Zusammenhang mit der Neugründung der Buddhistischen Gesellschaft Chinas konnten vermehrt Klöster und Tempel wiederaufgebaut werden und die Zahl der ordinierten Mönche und Nonnen wuchs. Auch im Volk verbreitet sich der Buddhismus wieder. Allerdings setzt die Regierung sehr enge Maßstäbe und Grenzen. Buddhistische Aktivitäten, die sich nicht innerhalb des vom Staat und der Buddhistischen Gesellschaft Chinas (中国佛教协会) vorgegebenen Rahmens bewegen, werden nicht toleriert. Als Transmissionsorganisation (von der Partei zu den Massen) ist sie die einzige erlaubte Vertretung der Dharma-Anhänger. Kein Abt oder religiöser Würdenträger kann ernannt werden, kein Buddhist an einer offiziellen Versammlung oder gar einem ausländischen Kongress teilnehmen, ohne dass dieser verlängerte Arm des Staates dazu sein Einverständnis gibt. Wer als reinkarnierter Lama anerkannt oder als Sprecher einer religiösen Vereinigung akzeptiert wird – das letzte und entscheidende Wort haben darüber hinaus immer noch die staatlichen Religionsämter. Nachdem der Buddhismus jahrzehntelang grausam unterdrückt und die Buddhisten verfolgt wurden, versuchen die chinesische Regierung heute, ihn für ihre eigenen Zwecke als eine Art „Staatsbuddhismus“ zu instrumentalisieren. In Chinas Kernland ist die brutale Unterdrückung der Vergangenheit mittlerweile subtileren Formen der Herrschaft und Einflussnahme gewichen.
Anfang des 21. Jahrhunderts gibt es etwa 100 Millionen praktizierende Anhänger des Buddhismus in China, etwa 20.000 Tempel und Klöster mit 200.000 Mönchen und Nonnen. 2006 wurden 34 buddhistische Schulen in China gezählt.